# Anton Heimerl
Anton Heimerl ( 15 de febrero de 1857 , Budapest - † 4 de marzo de 1943 ) fue un botánico y pteridólogo austríaco.

## Obra
Se especializó en la familia de Nyctaginaceae.
Para la obra "Die natürlichen Pflanzenfamilien (las familias naturales de plantas)" de Adolf Engler y Carl Prantl escribe los capítulos " Phytolaccaceae, Nyctaginaceae " (el volumen 3, número 1 b), en 1889. Y para el volumen 16 c de la 2ª edición escribe " Nyctaginaceae, Phytolaccaceae, Gyrostemonaceae, Achatocarpaceae ", en 1934.

### Algunas publicaciones
- Flora von Brixen a. E.. 1911

## Honores

### Eponimia
- (Nyctaginaceae) Heimerlia Skottsb.[1]

- (Nyctaginaceae) Heimerliodendron  Skottsb.[2]
- La abreviatura «Heimerl» se emplea para indicar a Anton Heimerl como autoridad en la descripción y clasificación científica de los vegetales.[3]

## Fuente
- Robert Zander, Fritz Encke, Günther Buchheim, Siegmund Seybold (eds.) Handwörterbuch der Pflanzennamen. 13. Auflage. Ulmer Verlag, Stuttgart 1984, ISBN 3-8001-5042-5